# لينارت بيترسون
لينارت بيترسون (بالسويدية: Lennart Pettersson)‏ هو متسابق خماسي حديث سويدي، ولد في 1 فبراير 1951 في أوبسالا في السويد.

## وصلات خارجية
- لينارت بيترسون على موقع أوليمبيديا (الإنجليزية)
- لينارت بيترسون على موقع اللجنة الأولمبية السويدية (السويدية)